# Haitong Bank
O Haitong Bank, S.A. (HB) é um banco de investimento internacional com sede em Lisboa, Portugal.
A 7 de Setembro de 2015, o então Banco Espírito Santo de Investimento, S.A. (BESI), foi adquirido pela Haitong Securities Co., Ltd., uma das maiores e mais antigas firmas de corretagem e de investimento da China, ao Grupo Novo Banco por 379 milhões de euros. Foi determinada nessa data a mudança da denominação social para Haitong Bank, S.A. e a sua marca “Haitong”.

## História
O Banco Espírito Santo de Investimento foi criado em 1 de Abril de 1993, em Lisboa, Portugal, com a designação de “ESSI – Espírito Santo – Sociedade de Investimentos, S.A.”. O seu processo de internacionalização teve início na década de 1990, com a criação na Irlanda da Espírito Santo Investment Plc (1998). Em 2000 entrou no mercado espanhol com uma sucursal em Madrid, o que lhe permitiu maximizar as operações cross-border (transfronteiriças) entre Portugal e Espanha. No mesmo ano, estabeleceu uma parceria com Banco Bradesco S.A., da qual surtiu o Banco Espírito Santo de Investimento do Brasil, S.A., cuja sede é em São Paulo.
Em 2001, abriu a sucursal de Londres, Reino Unido e, em 2010, reforçou a sua presença com a aquisição de uma participação de 50,1% da corretora Execution Noble, (hoje detida a 100%). Em 2005, entrou no mercado polaco com a abertura de uma filial em Varsóvia. Em 2009, chegou à América do Norte com a criação de um escritório emNova Iorque. Logo depois abriu duas sucursais na Cidade do México, outra em Mumbai (Índia) através da aquisição de uma participação maioritária na corretora britânica Execution Noble.
Em 7 de Setembro de 2015, o Novo Banco concluiu a venda da totalidade do capital da unidade de investimento à sociedade Haitong Securities de Hong Kong por 379 milhões de euros. O Haitong Bank informou, num comunicado enviado à Comissão do Mercado de Valores Mobiliários (CMVM) que “foi determinado alterar a denominação social de Banco Espírito Santo de Investimento, S.A.’ para Haitong Bank, S.A.'” 

## Internacionalização
Actualmente está presente em quatro continentes e exerce a sua atividade nas principais praças financeiras mundiais.

## Prémios e distinções
- "Best M&A House in Portugal", pela revista EMEA Finance[5]
- “Best Investment Bank in Portugal”, pela revista Euromoney[6]
- “Best Investment Bank in Portugal”, pela revista Global Finance[7]
- “Best Investment Bank in Equity Finance in Portugal”, pela revista Euromoney, Real Estate Awards[8]
- “Best Bank for M&A Advisory in Portugal”, pela revisit Euromoney, Real Estate Awards[9]
- 1.º Lugar em Portugal em M&A pelo número e valor de operações concluídas (fonte: Bloomberg)[10]
- 2.º lugar na Península Ibérica em M&A pelo montante das operações concluídas (fonte: Bloomberg)[11]
- 8.º lugar no Brasil em M&A pelo montante de operações anunciadas (fonte: Bloomberg) [12]
- “Best Investment Bank in Loan Finance in Portugal”, pela revisit Euromoney, Real Estate Awards[13]
- “Best Investment Bank in Debt Capital Markets in Portugal”, pela revisit Euromoney, Real Estate Awards
- José Maria Ricciardi – “Banqueiro Europeu do Ano em 2013”, pela revista World Finance[14]
- José Maria Ricciardi – “Banqueiro Europeu do Ano em 2016”, pela revista World Finance